# Gloria Chacón Roldán
Gloria Chacón Roldán de Popovici (4 de noviembre de 1940) es una botánica, algóloga, y profesora peruana. Realizó estudios en Ciencias Biológicas en la Universidad Nacional Mayor de San Marcos, entre 1959 a 1962.

## Algunas publicaciones
- 1990. La Maca, Lepidium Perúvianum Chacón sp. nov. y su hábitat. Economic Botany 18:1 22- 127

### Libros
- 1961. Estudio Fitoquímico de Lepidium meyenii Walp. Tesis de Bachiller en Ciencias Biológicas. USM. 46 pp. Lima

## Honores

### Epónimos
- (Rubiaceae) Javorkaea chaconii (Lorence) Borhidi[1]

- (Rubiaceae) Rondeletia chaconii Lorence[2]

- La abreviatura «G.Chacón» se emplea para indicar a Gloria Chacón Roldán como autoridad en la descripción y clasificación científica de los vegetales.[3]